# Wilton Felder
Wilton Felder, (Houston, 1940. augusztus 31. – Whittier, 2015. szeptember 27. vagy 2015. szeptember 24.) amerikai szaxofonos, bőgős.

## Pályafutása
Wilton Felder a Texas Southern Universityn tanult zenét. Játéka a texasi hagyományokból ered. Joe Sample, Stix Hooper, Wayne Henders társaként volt rendvívül sikeres a The Crusadersben. Ez az együttes dzsessz, soul, r&b és gospel kombinációjával olyan eredeti hangzást ért el, amely a jazzben gyökerezett, de a pop- és rockzenét is érintve lett népszerű.
Los Angelesben jött létre a The Jazz Crusaders. Az 1971-90 között mintegy hetvenöt albumot adtak ki.
Felder karrierje során több száz albumon szerepelt, köztük Marvin Gaye, Joni Mitchell, Steely Dan, Jackson Browne, Ringo Starr, Tina Turner és Joan Baez albumain.
Felder 2015-ben otthonában halt meg. 75 éves volt.

## Diszkográfia

### Zenekarvezető
- Bullitt (1969)
- We All Have a Star (1978)
- Inherit the Wind (1980)
- Gentle Fire (1983)
- Secrets (1985)
- Love Is a Rush (1987)
- Nocturnal Moods (1991)
- Forever, Always (1992)
- Lets Spend Some Time (2005)

### With The Crusaders
- Freedom Sound (1961)
- Lookin' Ahead (1962)
- The Jazz Crusaders at the Lighthouse (1962)
- Tough Talk (1963)
- Heat Wave (1963)
- Jazz Waltz (1963) with Les McCann
- Stretchin' Out (1964)
- The Thing (1965)
- Chile Con Soul (1965)
- Live at the Lighthouse '66 (1966)
- Talk That Talk (1966)
- The Festival Album (1966)
- Uh Huh (1967)
- Lighthouse '68 (1968)
- Powerhouse (1969)
- Lighthouse '69 (1969)

## Zenekarban

### With Donald Byrd
- Ethiopian Knights (1972)

### With Joan Baez
- Diamonds & Rust (1975)
- Blowin' Away (1977)

### With John Cale
- Paris 1919 (1972)

### With Michael Franks
- The Art of Tea (1976)
- Sleeping Gypsy (1977)

### With Dizzy Gillespie
- Free Ride (1977) composed and arranged by Lalo Schifrin

### With Grant Green
- Shades of Green (1971)
- Live at The Lighthouse (1972)

### With Richard Holmes
- Welcome Home (1968)

### With Harry Nilsson
- Flash Harry (1980)

### With Marvin Gaye
- Let's Get It On (1973)
- I Want You (1976)

### With Matraca Berg
- The Speed of Grace (1994)

### With Paul Anka
- The Painter (1976)

### With Solomon Burke
- Electronic Magnetism (1971)

### With Donovan
- Slow Down World (1976)
- Lady of the Stars (1984)

### With Jackson Browne
- For Everyman (1973)

### With Jennifer Warnes
- Jennifer (1972)

### With Milt Jackson
- Memphis Jackson (1969)

### With Tina Turner
- Private Dancer (1984)

### With John Klemmer
- Constant Throb (1971)
- Waterfalls (1972)
- Magic and Movement (1974)

### With Charles Kynard
- Reelin' with the Feelin' (1969)

### With Minnie Riperton
- Stay in Love (1977)

### With Ringo Starr
- Stop and Smell the Roses (1981)

### With Carmen McRae
- Can't Hide Love (1976)

### With Billy Joel
- Piano Man (1973)
- Streetlife Serenade (1974)

### With Randy Crawford
- Now We May Begin (980)

### With Joni Mitchell
- For the Roses (1972)
- Court and Spark (1974)
- The Hissing of Summer Lawns (1975)

### With B.B. King
- Midnight Believer (1978)
- Take It Home (1979)

### With Wendy Waldman
- Love Has Got Me (1973)

### With Randy Newman
- Sail Away (1972)

### With Shuggie Otis
- Here Comes Shuggie Otis (1970)
- Freedom Flight (1971)

### With Dusty Springfield
- Cameo (1973)

### With Jean-Luc Ponty
- King Kong: Jean-Luc Ponty Plays the Music of Frank Zappa (1970)

### With Seals & Crofts
- Summer Breeze (1972)
- Diamond Girl (1973)
- I'll Play for You (1975)
- Get Closer (1976)
- Sudan Village (1976)

### With Jimmy Smith
- Root Down (1972)

### With Steely Dan
- Pretzel Logic (1974)
- Katy Lied (1975)

### With Gerald Wilson
- California Soul (1968)

### With Hugh Masekela
- Reconstruction (1970)